# Тасака Кадзуакі
Кадзуакі Тасака (яп. 田坂 和昭, нар. 3 серпня 1971, Хіросіма) — японський футболіст, що грав на позиції півзахисника. По завершенні ігрової кар'єри — футбольний тренер.
Виступав, зокрема, за клуби «Бельмаре» та «Сересо Осака», а також національну збірну Японії.

## Клубна кар'єра
Він здобував освіту в і грав у середньій школі Токай Дайїчі і університеті Токай. Після закінчення навчання він приєднався до новачка Джей-ліги — Бельмаре Хірацука». Він відразу став основним гравцем і отримав нагороду молодого гравця Джей-ліги в першому ж році. Всього провів в першій команді п'ять сезонів, взявши участь у 176 матчах чемпіонату. Більшість часу, проведеного у складі «Бельмаре», був основним гравцем команди. Через фінансові проблеми клубу Тасака був звільнений разом з Нобуюкі Кодзімою, Вагнером Лопесом, Хон Мьон Бо і Йосіхіро Нацукою в кінці сезону 1998 року.
Протягом сезону 1999 року захищав кольори клубу «Сімідзу С-Палс».
На початку 2000 року перейшов до клубу «Сересо Осака», за який відіграв три сезони. Граючи у складі «Сересо Осака» також здебільшого виходив на поле в основному складі команди. Завершив професійну кар'єру футболіста виступами за команду «Сересо Осака» у 2002 році.

## Виступи за збірну
28 травня 1995 року дебютував в офіційних матчах у складі національної збірної Японії в товариському матчі проти збірної Еквадору на Національному Олімпійському стадіоні в Токіо. 
У складі збірної був учасником розіграшу Кубка Америки 1999 року у Парагваї.
Всього протягом кар'єри у національній команді провів у формі головної команди країни лише 7 матчів.

## Кар'єра тренера
Розпочав тренерську кар'єру невдовзі по завершенні кар'єри гравця, 2004 року, увійшовши до тренерського штабу клубу «Сересо Осака», після чого з 2006 по 2010 рік входив до тренерського штабу клубу «Сімідзу С-Палс».
В 2011–2015 роках очолював команду «Ойта Трініта», після чого був асистентом та навіть у 12 матчах Джей-ліги був головним тренером «Сімідзу С-Палс», проте здобув лише одну перемогу.

## Статистика

### Клубна
| Чемпіонат | Чемпіонат        | Чемпіонат   | Ліга | Ліга | Кубок            | Кубок            | Кубок ліги      | Кубок ліги      | Всього | Всього |
| Сезон     | Клуб             | Ліга        | Ігри | Голи | Ігри             | Голи             | Ігри            | Голи            | Ігри   | Голи   |
| Японія    | Японія           | Японія      | Ліга | Ліга | Кубок Імператора | Кубок Імператора | Кубок Джей-ліги | Кубок Джей-ліги | Всього | Всього |
| --------- | ---------------- | ----------- | ---- | ---- | ---------------- | ---------------- | --------------- | --------------- | ------ | ------ |
| 1994      | «Бельмаре»       | Джей-ліга   | 35   | 0    | 5                | 1                | 1               | 0               | 41     | 1      |
| 1995      | «Бельмаре»       | Джей-ліга   | 47   | 1    | 0                | 0                | -               | -               | 47     | 1      |
| 1996      | «Бельмаре»       | Джей-ліга   | 30   | 0    | 3                | 0                | 15              | 0               | 48     | 0      |
| 1997      | «Бельмаре»       | Джей-ліга   | 31   | 2    | 3                | 0                | 5               | 0               | 39     | 2      |
| 1998      | «Бельмаре»       | Джей-ліга   | 33   | 0    | 2                | 0                | 3               | 0               | 38     | 0      |
| 1999      | «Сімідзу С-Палс» | Джей-ліга   | 13   | 2    | 0                | 0                | 2               | 0               | 15     | 2      |
| 2000      | «Сересо Осака»   | Джей-ліга   | 30   | 1    | 3                | 0                | 4               | 0               | 37     | 1      |
| 2001      | «Сересо Осака»   | Джей-ліга   | 29   | 1    | 4                | 0                | 2               | 0               | 35     | 1      |
| 2002      | «Сересо Осака»   | Джей-ліга 2 | 17   | 2    | 1                | 0                | -               | -               | 18     | 2      |
| Всього    | Всього           | Всього      | 265  | 9    | 21               | 1                | 32              | 0               | 318    | 10     |

### Збірна
| Збірна Японії | Збірна Японії | Збірна Японії |
| Роки          | Ігри          | Голи          |
| ------------- | ------------- | ------------- |
| 1995          | 4             | 0             |
| 1996          | 0             | 0             |
| 1997          | 0             | 0             |
| 1998          | 0             | 0             |
| 1999          | 3             | 0             |
| Всього        | 7             | 0             |

### Тренерська
| Клуб             | З      | По     | Результат | Результат | Результат | Результат | Результат |
| Клуб             | З      | По     | І         | В         | Н         | П         | В %       |
| ---------------- | ------ | ------ | --------- | --------- | --------- | --------- | --------- |
| «Ойта Трініта»   | 2011   | 2015   | 172       | 54        | 47        | 71        | 31,40     |
| «Сімідзу С-Палс» | 2015   | 2015   | 12        | 1         | 4         | 7         | 08,33     |
| Всього           | Всього | Всього | 184       | 55        | 51        | 78        | 29,89     |

## Титули і досягнення
- Володар Кубка Імператора Японії (1):

«Бельмаре»: 1994
- Володар Кубка володарів кубків Азії (1):

«Бельмаре»: 1996